# Time Machines
Time Machines – album zespołu Coil. Składają się na niego cztery utwory, każdy bazujący na pojedynczym, wibrującym dźwięku. Każdy utwór przedstawia działanie pewnego środka psychodelicznego. Według Johna Balance'a każdy dźwięk był wielokrotnie sprawdzany pod kątem jego właściwości narkotycznych i sprzyjaniu podróży w czasie. John Balance nazwał ten album próbą "stopienia czasu".
Planowano wydanie pięciopłytowego wydania boxowego. W styczniu 2006 zapowiedziano przyszłe wydanie wersji dwupłytowej.

## Spis utworów

### CD (1998)
1. "7-Methoxy-β-Carboline: (Telepathine)" – 23:10
2. "2,5-Dimethoxy-4-Ethyl-Amphetamine: (DOET/Hecate)" – 13:28
3. "5-Methoxy-N, N-Dimethyl: (5-MeO-DMT)" – 10:02
4. "4-Indolol, 3-[2-(Dimethylamino)Ethyl]' Phosphate Ester: (Psilocybin)" – 26:51

### Płyta winylowa 2x12" (2001)
Strona A:
1. "7-Methoxy-B-Carboline: (Telepathine)"

Strona B:
1. "2,5-Dimethoxy-4-Ethyl-Amphetamine: (DOET/Hecate)"

Strona C:
1. "5-Methoxy-N,N-Dimethyl: (5-MeO-DMT)"

Strona D:
1. "4-Indolol,3-[2-(Dimethylamino)Ethyl], Phosphate Ester: (Psilocybin)"